# Faustine Merret
Faustine Merret (Brest, 13 de março de 1978) é uma velejadora francesa, campeã olímpica e mundial na classe Mistral.

## Carreira
Faustine Merret representou seu país nos Jogos Olímpicos de 2004 e 2008, na qual conquistou a medalha de ouro em 2004 na classe Mistral. 